# Ipomoea minutiflora
Ipomoea minutiflora ist eine Pflanzenart aus der Gattung der Prunkwinden (Ipomoea) aus der Familie der Windengewächse (Convolvulaceae). Die Art ist in Amerika verbreitet.

## Beschreibung
Ipomoea minutiflora ist eine meist niederliegende und kriechende, schlanke, einjährige Pflanze. Die Stängel sind behaart oder verkahlend und oftmals dicht belaubt. Die Blattstiele können sehr lang sein, oder aber die Laubblätter sind fast aufsitzend. Die Blattspreiten sind breit eiförmig bis fast nierenförmig, 1 bis 3 cm (selten bis 6,5 cm) lang, nach vorn spitz oder abgerundet und an der Basis schwach oder stark herzförmig. Die Blattränder sind bewimpert, ganzrandig oder etwas gewinkelt. Die Blattunterseite ist unbehaart.
Die Blütenstände bestehen aus einer einzelnen oder bis zu drei Blüten. Die Blütenstandsstiele sind fadenförmig und meist länger als die Laubblätter. Die Blütenstiele sind an der Frucht zurückgebogen. Die Kelchblätter sind 2 mm lang, zugespitzt und filzig behaart. Die nur 1 bis 1,5 cm lange Krone ist gelb gefärbt.
Die Früchte sind nahezu kugelförmige, unbehaarte und 4 bis 5 mm lange Kapseln. Die Samen sind schwärzlich, fein behaart oder verkahlend.

## Verbreitung und Standorte
Die Art ist vom südlichen Mexiko über Guatemala, Britisch-Honduras bis nach Nicaragua und Costa Rica verbreitet, kommt aber auch im nördlichen Südamerika vor. Sie wächst an feuchten, schattigen Flussufern, strauchigen, felsigen Hängen, feuchten Wiesen und gelegentlich als Unkraut auf kultivierten Flächen. Sie ist in Höhenlagen unterhalb von 1200 m zu finden.

## Systematik
Innerhalb der Gattung der Prunkwinden (Ipomoea) ist die Art in die Sektion Microsepalae in der Untergattung Quamoclit eingeordnet.

## Belege